# Нестеров, Николай Николаевич

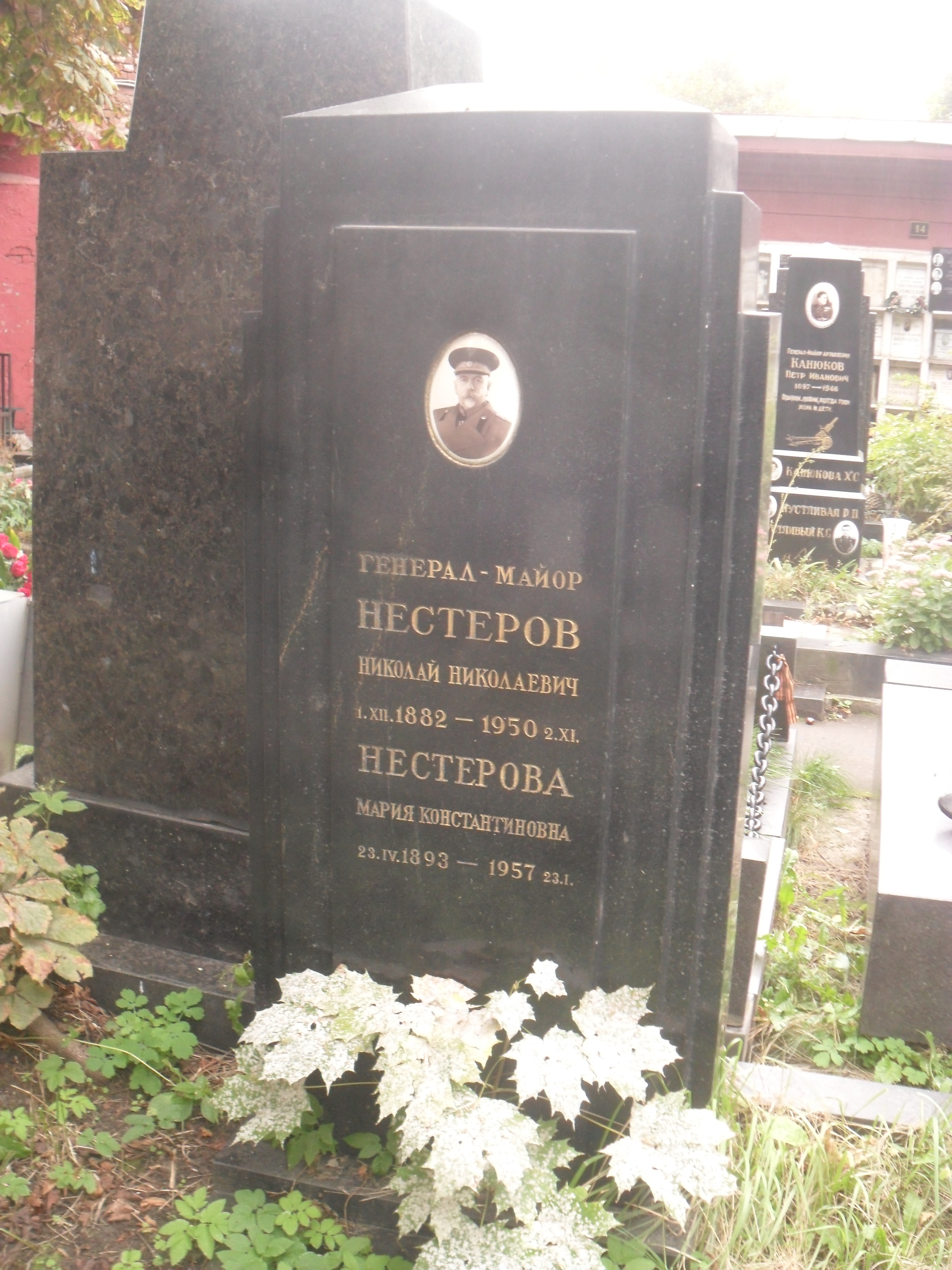
Могила Н. Н. Нестерова на Новодевичьем кладбище Москвы

Николай Николаевич Нестеров (1882—1950) — подполковник РИА, затем генерал-майор Советской Армии, преподаватель Военной академии имени Фрунзе.

## Биография
Родился 18 ноября [1 декабря] 1882 года в Нижнем Новгороде, русский, православный; сын штабс-капитана. 
Старший брат прославленного военного лётчика Нестерова Петра Николаевича.
Общее образование получил в Нижегородском кадетском корпусе, где в своё время его отец занимал должность воспитателя.

### Служба в Русской императорской армии
В службу вступил 31.08.1900 юнкером Михайловского артиллерийского училища, полный курс которого окончил по 1-му разряду. 10.08.1903 произведён в подпоручики со старшинством с 13.08.1901.
В сражениях русско-японской войны участия не принимал.
Службу проходил в 26-й артиллерийской бригаде, расквартированной в Гродна. С 21.05.1905 — поручик (старшинство с 13.08.1905), с 01.09.1909 – штабс-капитан (старшинство с 13.08.1909). За отлично-усердную службу награждён орденами Святого Станислава 3-й степени (1907), Святой Анны 3-й степени (1911). Приказом по 2-му армейскому корпусу от 30.08.1910 №130 назначен старшим адъютантом штаба 2-го армейского корпуса, прикомандирован к управлению инспектора артиллерии 2-го армейского корпуса.
Участник Первой мировой войны. 
За отлично-усердную службу и труды, понесённые во время военных действий, награждён орденами Святой Анны 4-й степени с надписью «За храбрость» (1914), Святого Владимира 4-й степени с мечами и бантом (ВП от 13.11.1915), Святого Станислава 2-й степени с мечами (ВП от 02.09.1916), мечами и бантом к имеющимся орденам Святой Анны 3-й степени (ВП от 10.06.1916) и Святого Станислава 3-й степени (ВП от 12.08.1916). В 1915 году — капитан, в 1916 — подполковник.
Был женат, имел дочь 1907 года рождения.

### Служба в Красной Армии
15 января 1919 года поступил на службу в Рабоче-крестьянскую Красную Армию.
В боевых действиях во время гражданской войны 1918—1922 годов участия не принимал.
С 1937 года Николай Николаевич Нестеров преподавал в Военной академии Красной Армии имени М. В. Фрунзе, заведовал в ней кафедрой тыла, был утверждён в должности доцента; полковник, беспартийный. Во время Великой Отечественной войны неоднократно ездил в командировки в Действующую армию. Собранный и обобщённый Нестеровым материал лёг в основу научного сборника, посвящённого работе тыла во время Великой Отечественной войны. Кроме того, был автором большого количества других научных работ. Под его руководством кафедра тыла стала одной из ведущих кафедр академии. С 1944 года — генерал-майор интендантской службы.
За годы службы в Красной Армии был награждён орденом Ленина (21.02.1945, за выслугу лет), двумя орденами Красного Знамени (03.11.1944, за выслугу лет и 20.06.1949, за многолетнюю безупречную службу), орденом Красной Звезды (07.12.1943), медалями «XX лет Рабоче-Крестьянской Красной Армии» (1939), «За победу над Германией в Великой Отечественной войне 1941—1945 гг.» (1945), «30 лет Советской Армии и Флота» (1948).
Умер 2 ноября 1950 года, похоронен на Новодевичьем кладбище Москвы.